# 莫賴厄森特 (紐約州)
莫賴厄森特（英語：Moriah Center）是位於美國紐約州艾塞克斯縣的非建制地區。

## 歷史
莫賴厄森特的郵局自1866年營運至今。

## 地理
莫賴厄森特所處的海拔為高於海平面241米（即791英呎），而該地所採用的時區為UTC-5，即北美东部时区（EST）。同時該地設有夏令時間，為UTC-5調快一小時，即UTC-4（EDT）。